# 777 Gutemberga
777 Gutemberga eller 1914 TZ är en asteroid i huvudbältet, som upptäcktes 24 januari 1914 av den tyske astronomen Franz H. Kaiser i Heidelberg. Den har fått sitt namn efter den tyske uppfinnaren Johannes Gutenberg.
Asteroiden har en diameter på ungefär 71 kilometer.